# 北方雪层杜鹃
北方雪层杜鹃（学名：Rhododendron nivale sp. boreale）为杜鹃花科杜鹃花属下的一个亚种。